# (8216) Melosh
(8216) Melosh est un astéroïde de la ceinture principale.

## Description
(8216) Melosh est un astéroïde de la ceinture principale. Il fut découvert le 27 mars 1995 à Kitt Peak par le projet Spacewatch. Il présente une orbite caractérisée par un demi-grand axe de 2,56 UA, une excentricité de 0,22 et une inclinaison de 4,3° par rapport à l'écliptique.

## Compléments